# Biogenní prvky
Biogenní prvky jsou prvky nezbytné pro život, zejména lidský, tzv. životatvorné. Podle obsahu prvku v buňce se dělí na makrobiogenní (více než 1%), oligobiogenní (od 0.05% do 1%) a stopové (méně než 0,05%). Hranice mezi nimi je jen přibližná.
Nejdůležitější prvky pro život obecně se někdy shrnují zkratkou CHNOPS (uhlík-vodík-dusík-kyslík-fosfor-síra) nebo jen CHON.

## Seznam
Makrobiogenní prvky (přibližný procentuální obsah v lidském těle na suchou hmotnost)

- uhlík 50 %
- kyslík 20 %
- vodík 10 %
- dusík 8,5 %
- vápník 4 %
- fosfor 2,5 %

Mikrobiogenní prvky
- draslík 1 %
- síra 0,834%
- sodík 0,4 %
- chlor 0,4 %
- hořčík 0,1 %

Stopové prvky

- železo 0,001 %
- mangan >0,001 %
- jod 0,00005 %
- chrom, kobalt, měď, molybden, selen, zinek, křemík, fluor, vanad, bor

## Význam některých prvků
- Uhlík, kyslík, vodík a dusík – jsou stavební prvky biomolekul (sacharidů, lipidů a proteinů)
- Vápník – vyskytuje se v kostech a zubech jako stavební látka ve formě fosforečnanu vápenatého, reguluje funkce nervů a svalů, příjem je regulován vitaminem D, parathormonem, kalcitoninem, nedostatek způsobuje u dětí křivici, u dospělých osteomalacii
- Fosfor – vyskytuje se v kostech a zubech jako stavební látka ve formě fosforečnanu vápenatého,v ATP, v NK. Nedostatek způsobuje u dětí křivici, u dospělých osteomalacii
- Draslík – základní kation nitrobuněčné tekutiny, reguluje činnost nervů a svalů, Na+/K+-ATPasa
- Sodík – základní kation mimobuněčné tekutiny, ovlivňuje objem plazmy, činnost nervů a svalů, Na+/K+-ATPasa
- Chlor – v žaludečních šťávách ve formě kyseliny chlorovodíkové, také jako základní aniont v tělních tekutinách
- Hořčík – tvorba kostí, kofaktor enzymů (kinas)
- Železo – základní složka hemu v hemoglobinu, cytochromy v elektronovém transportním řetězci
- Mangan – kofaktor enzymů (hydrolas a transferas)
- Jod – složka hormonů štítné žlázy (thyroxin, trijodthyronin), nedostatek v prenatálním období vede ke kretenismu, v dětství k omezení růstu, v dospělosti zvětšení strumy
- Chrom – trojmocný chrom ovlivňuje účinky inzulinu
- Kobalt – podstatná složka vitaminu B12
- Měď – součást cytochromu v elektronovém transportním řetězci
- Molybden – složka enzymů
- Selen – antioxidant, společně působí s vitaminem E
- Zinek – kofaktor mnoha enzymů
- Fluoridy – zvyšuje tvrdost kostí a zubů, nadbytek způsobuje hnědé skvrny na zubech
- Křemík – u člověka jeho nezbytnost není prokázaná, ale pro jiné živočichy ano
- Vanad – základní složka některých enzymů
- Bor – pravděpodobně ovlivňuje vlastnosti buněčné stěny